# Експандер
Експа́ндер (англ. expander — розширювач) — пристрій, що розширює динамічний діапазон сигналу.
Зазвичай експандери застосовуються в компандерних системах.

## Компандерні системи шумозниження
Для покращання звучання в системах запису і передачі звуку здійснюється передкорекція звукового сигналу з використанням компандера. Компандерні системи шумозниження при передачі використовують попередню компресію сигналу, тобто стиснення динамічного діапазону, а при прийманні (відтворенні) отриманий сигнал експандується, тобто розширюється динамічний діапазон, при цьому зменшується рівень прониклих в канал передачі (запису) завад і шумів. Звідси назва систем: Компресор + Експандер = Компандер.
Так як обробка сигналів має дві сторони — приймальну і передавальну, то таку систему шумозниження прийнято називати «двосторонньою» (англ. double-ended).
До такого типу відноситься широкосмугова частотнонезалежна система dbx і сімейство систем шумозниження Dolby NR з застосовуванням частотнозалежної обробки. Основна відміна цих систем в тому, що в dbx обробка використовується до всієї смуги частот звукового сигналу, а в системах Dolby окремо в одній або декількох смугах частот з урахуванням рівня гучності кожної з них.